# Gil Merrick
Gilbert „Gil“ Harold Merrick (* 26. Januar 1922 in Sparkhill/Birmingham; † 3. Februar 2010) war ein englischer Fußballtorwart und -trainer. Er war dabei langjährig für seinen Verein Birmingham City aktiv und bestritt für die englische Nationalmannschaft zwischen 1951 und 1954 insgesamt 23 Länderspiele. Dabei stand er auch bei der WM 1954 in der Schweiz für England im Tor.

## Karriere als Torhüter
Obwohl Merricks Herz in seiner Jugendzeit mehr für den Verein Aston Villa geschlagen hatte, wurde er während eines Spiels seines damaligen Klubs Solihull Town von dem Talentsucher Walter Taylor für Birmingham City entdeckt, wobei Solihull Town als Jugendabteilung von Birmingham City fungierte.
Merrick unterschrieb im Jahr 1939 seinen ersten, mit wöchentlich zehn Pfund dotierten, Profivertrag bei dem damaligen Zweitligisten. Als der Spielbetrieb aufgrund des Ausbruchs des Zweiten Weltkrieges unterbrochen werden musste, absolvierte Merrick während des Krieges dennoch 170 Spiele und stand nach der Wiederaufnahme 1946 auch in der Meisterschaft dauerhaft zwischen den Pfosten. Im Jahr 1948 gelang Merrick mit seinem Verein die Rückkehr in die Erstklassigkeit, musste jedoch zwei Jahre später erneut den Gang in die zweite Liga antreten.

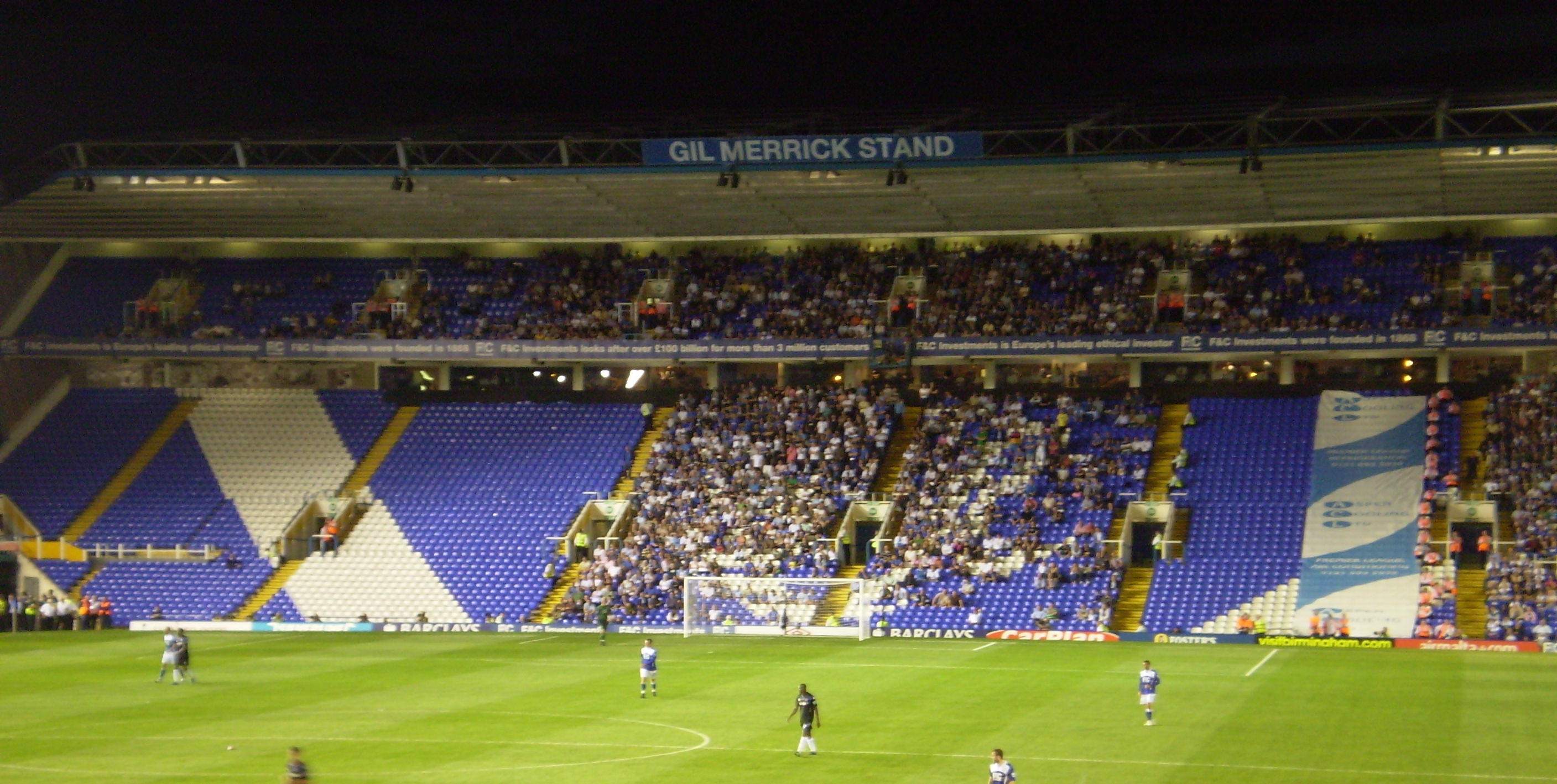
Die „Merrick-Tribüne“ im Stadion von Birmingham City

Merrick debütierte am 14. November 1951 im Alter von 29 Jahren als Zweitligaspieler nach einer Verletzung von Bert Williams gegen Nordirland für die englische Nationalmannschaft und wurde fortan zum Stammtorhüter. Merrick nahm an den berühmten zwei Partien Englands gegen Ungarn in den Jahren 1953 und 1954 teil, als England zunächst im heimischen Wembley-Stadion mit 3:6 unterlag und bei der beabsichtigten Revanche in Budapest noch deutlicher mit 1:7 verlor. Sein letztes Spiel für England war die 2:4-Niederlage gegen Uruguay im Viertelfinale der WM 1954. Danach verlor er seinen Platz wieder an seinen Vorgänger Williams.
Im Jahre 1955 gelang Merrick mit seinem Verein erneut der Aufstieg in die englische Eliteliga. Die Saison 1955/56 entwickelte sich dann nicht nur aufgrund des sehr guten sechsten Platz in der First Division zu der wohl erfolgreichsten Spielzeit in Merricks Torwartkarriere. Darüber hinaus erreichte er mit Birmingham das Endspiel im FA Cup, wo er Manchester City und deren Torhüter Bert Trautmann gegenüberstand. Manchester City gewann die Partie mit 3:1 und Merrick blieb somit ohne Titelgewinn. Merrick absolvierte noch drei weitere Spielzeiten für seinen Verein, bis er dann nach 551 Ligaeinsätzen seine Torwarthandschuhe an den Nagel hing.

## Trainerlaufbahn
Zwischen 1960 und 1964 war Merrick als Trainer von Birmingham City aktiv. Dort konnte er den Verein in der Meisterschaft zwar nur auf jeweils einen Abschlussplatz zwischen der 17. und 22. Position führen, erreichte jedoch im 1961 im Messepokal das Endspiel, das seine Mannschaft nach zwei Partien gegen den AS Rom verlor. Außerdem gewann sein Team 1963 den Ligapokal. Nach einem 3:1-Sieg im heimischen St. Andrew’s Stadium genügte gegen den Lokalrivalen Aston Villa ein 0:0 im Villa Park. Im Jahr 1964 wurde Merrick aufgrund des nur knapp erreichten Klassenerhalts entlassen.
Merrick betreute danach noch die Amateurvereine Bromsgrove Rovers und Atherstone Town, bevor er sich vom Fußballsport zurückzog. Zuletzt lebte Merrick zurückgezogen in Shirley, einem Vorort von Birmingham.

## Erfolge
- Englischer Ligapokalsieger: 1963 (als Trainer)